# Mark French (Eishockeytrainer)
Mark French (* 26. Mai 1971 in Milton, Ontario) ist ein kanadischer Eishockeytrainer.  

## Laufbahn

### Anfänge
French spielte zwischen 1992 und 1996 an der kanadischen Brock University und war unter anderem Spielführer der Eishockey-Mannschaft, nachdem er zuvor ein Jahr an der Minnesota State University, Mankato verbracht hatte. Er wechselte 1996 als Co-Trainer in den Betreuerstab der Brock University. Zur Saison 1997/98 rückte er ins Amt des Brock-Cheftrainers auf. In der Saison 1998/99 war er Co-Trainer an der University of Guelph und wechselte 1999 in die Ontario Hockey League, wo er bei den North Bay Centennials als Assistenztrainer arbeitete und zudem Manageraufgaben übernahm. Er blieb bis 2002 bei der Mannschaft am Ufer des Nipissing-Sees.
French kehrte anschließend in den Universitätssport zurück und war zwischen 2002 und 2004 Cheftrainer der Eishockey-Mannschaft an der Wilfrid Laurier University. Nach einem Spieljahr (2004/05) als Co-Trainer der Atlantic City Boardwalk Bullies aus der ECHL nahm er wiederum eine Stelle als hauptverantwortlicher Trainer an und trainierte ab der Saison 2005/06 die Wichita Thunder in der CHL. Im Laufe der Saison 2007/08 kam es zur Trennung. Noch im selben Spieljahr stieß French als Co-Trainer zum Stab der Hershey Bears (AHL), im Vorfeld der Saison 2009/10 wurde er zum Cheftrainer der Mannschaft befördert. Nachdem French bereits als Trainerassistent zum Gewinn des Meistertitels 2009 beigetragen hatte, führte er die Bears 2010 – diesmal als Cheftrainer – zum abermaligen Titel.
2013 verließ er die Hershey Bears und nahm seine erste Trainerstelle außerhalb Nordamerikas an: Im Spieljahr 2013/14 trainierte er den kroatischen Verein KHL Medveščak Zagreb in der Kontinentalen Hockey Liga. Zur Saison 2014/15 wurde er von den Calgary Hitmen aus der WHL als Cheftrainer verpflichtet und blieb bis 2017 im Amt. Ende Mai 2017 gab der Schweizer Erstligist Fribourg-Gottéron Frenchs Verpflichtung als Cheftrainer bekannt. Im Spieljahr 2018/19 führte er die Mannschaft auf den fünften Hauptrundenplatz, im Play-off-Viertelfinal erfolgte das Saisonaus. Im Oktober 2019 wurde er nach einer Niederlagenserie (nur ein Sieg aus sechs Ligabegegnungen) freigestellt. Anschließend war French in der Saison 2020/21 Cheftrainer der Wheeling Nailers und in der Saison 2021/22 Co-Trainer des HK Metallurg Magnitogorsk. 

### Wechsel in die Deutsche Eishockey Liga
Im Sommer 2022 wurde er Cheftrainer beim ERC Ingolstadt in der Deutschen Eishockey Liga. Nach einer erfolgreichen Hauptrunde 2022/23 mit dem zweiten Tabellenplatz wurde er zum Trainer des Jahres gewählt und erreichte mit seiner Mannschaft die Endspiele um die deutsche Meisterschaft, die mit 1:4-Siegen gegen den EHC Red Bull München verloren gingen. In der nachfolgenden Saison 2023/24 beendete French mit seiner Mannschaft die DEL-Hauptrunde auf dem neunten Tabellenplatz und schied im Viertelfinale ohne eigenen Sieg aus. Während der Hauptrunde 2024/25, die die Ingolstädter auf dem ersten Tabellenplatz beendeten, wurde der Vertrag von French vorzeitig bis zum Ende der Spielzeit 2026/27 verlängert und French wurde zum zweiten Mal als DEL-Trainer des Jahres ausgezeichnet. In den anschließenden Playoffs scheiterte er mit seiner Mannschaft im Halbfinale an den Kölner Haien mit 2:4 Siegen.

### Erfolge und Auszeichnungen
- 2009 Calder-Cup-Gewinn mit den Hershey Bears (als Co-Trainer)
- 2010 Calder-Cup-Gewinn mit den Hershey Bears (als Cheftrainer)
- 2023 DEL-Trainer des Jahres
- 2023 Deutscher Vizemeister mit dem ERC Ingolstadt (als Cheftrainer)
- 2025 DEL-Trainer des Jahres